# Hooidonk

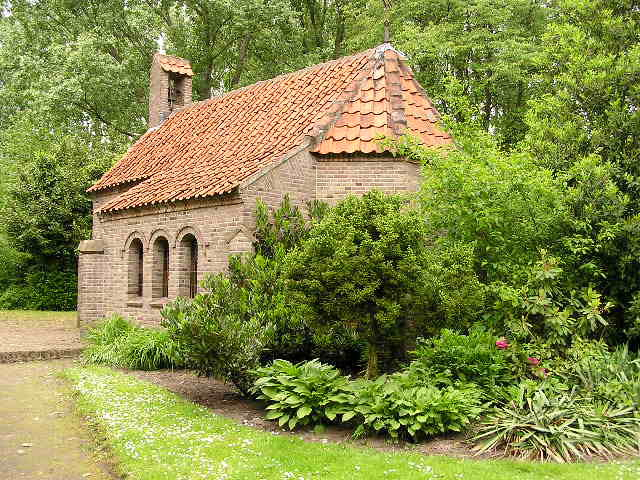
Kruiskapel te Hooidonk

Hooidonk is een buurtschap  op de grens van de gemeenten Son en Breugel en Nuenen, Gerwen en Nederwetten in de Nederlandse provincie Noord-Brabant. Het ligt 2 kilometer ten zuidoosten van het dorp Son.
Hooidonk is een zeer oude nederzetting nabij de plaats waar de Hooidonkse Beek in de Dommel uitmondt. Hier bevindt zich de Hooidonkse Watermolen. In 1146 werd hier de Priorij Hooidonk, een adellijk nonnenklooster, gesticht. Van deze priorij zijn nog resten van een keldergewelf te vinden. In de nabijheid werd de Kruiskapel gebouwd, met een processiepark eromheen.
Dorpen: Son · Breugel

Buurtschappen: Driehoek · Eind · Hooidonk (deels) · Houtens · Keske · Olen (deels) · Sonniuswijk · Stad van Gerwen (deels) · Wolfswinkel

Noord-Brabant: Steden en dorpen      Nederland: Provincies · Gemeenten
Dorpen: Eeneind · Gerwen · Nederwetten · Nuenen

Buurtschappen: Alvershool · Boord · Heerendonk · Hooidonk (deels) · Hool · Langlaar · Laar · Nieuwe Dijk · Olen (deels) · Opwetten · Rullen · Spekt · Stad van Gerwen (deels) · Vaarle

Noord-Brabant: Steden en dorpen      Nederland: Provincies · Gemeenten